# Liste von Bauwerken in Děčín

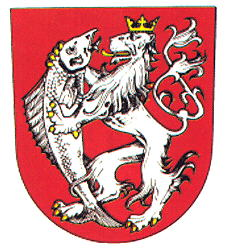
Stadtwappen von Děčín

Die Liste von Bauwerken in Děčín beinhaltet die bedeutendsten Bauten der modernen Architektur aus der Zeit von 1900 bis 1945 in Děčín. Die aufgeführten Gebäude geben einen Überblick über die Architekturgeschichte und ihre Architekten in dieser Zeit. Eine Gesamtübersicht zur Thematik Stadtentwicklung und Architekturgeschichte im Stadtteil Podmokly wird im Buch Architektur von Bodenbach 1900–1945 dargelegt. 
Weitere Bauwerke sind auf der Architektur-Webseite von Děčín-Tetschen aufgeführt.
Nur wenige dieser Bauten stehen unter Denkmalschutz.

## Liste von Bauwerken in Děčín
Die bedeutendsten Bauwerke sind in dieser Liste zusammengestellt. Gebäude, die unter Denkmalschutz stehen, sind mit der ÚSKP-Nr. der Zentralen Liste der Kulturdenkmale der Tschechischen Republik (Ústřední seznam kulturních památek České republiky) gekennzeichnet.
| Lage                                               | Objekt | Architekt                                                       | Baujahr        | Beschreibung | ÚSKP-Nr.                  | Bild                                                     |
| -------------------------------------------------- | --- | --------------------------------------------------------------- | -------------- | --- | ------------------------- | -------------------------------------------------------- |
| Masarykovo náměstí 1/1 (Standort)                  | Ehem. Rathaus – Bezirksgericht                                                                                           | Johann Gottfried Gutensohn (1792–1851)                          | 1842           | Neogotik, Umbau 1871 durch Bernhard Grueber                                                                                          | 29092/5-5027 Info Katalog | weitere Bilder                                           |
| Radniční 23/1 (Standort)                           | Hauptschule | Bernhard Grueber (1807–1882)                                    | 1845–1848      | Neogotik | 29092/5-5027 Info Katalog | weitere Bilder                                           |
| Masarykovo nám. 60/7 (Standort)                    | Hotel Krone | Julius (I.) Werner                                              |                | Umbau, jetzt Hotel Česká koruna |                           | Hotel Krone                                              |
| Komenského nám. 641/1 (Standort)                   | Sparkassengebäude, jetzt Arbeitsamt                                                                                      | Franz von Neumann                                               | 1902           | Neorenaissance |                           | Sparkassengebäude, jetzt Arbeitsamt                      |
| Komenského náměstí 340/4 (Standort)                | Volks- und Bürgerschule                                                                                                  |                                                                 | 1869–1871      | jetzt Gymnasium |                           | Volks- und Bürgerschule                                  |
| Nám. Svobody 668/2 (Standort)                      | Postamt |                                                                 | 1905           | |                           | Postamt                                                  |
| 17. listopadu 445/6 (Standort)                     | Bezirkshauptmannschaft                                                                                                   | Rudolf Neumann                                                  | 1900           | |                           | Bezirkshauptmannschaft                                   |
| 17. listopadu 362/15 (Standort)                    | Bahnhof Tetschen – Děčín východ                                                                                          | Rudolf Frey (1846–?) und Konrad Wilhelm Hellwag (1827–1882)     | 1873/74        | |                           | weitere Bilder                                           |
| Labská 341/34 (Standort)                           | Villa Carl Franz |                                                                 | 1881           | | 103750 Info Katalog       | weitere Bilder                                           |
| Čsl. armády 384/1 (Standort)                       | Hotel Ullrich |                                                                 | 1875           | jetzt Haus der Jugend |                           | Hotel Ullrich                                            |
| Čsl. armády 681/10 (Standort)                      | Berufsschule für Bauwesen                                                                                                |                                                                 | 1905           | |                           | Berufsschule für Bauwesen                                |
| Čsl. armády 414/11 (Standort)                      | Villa |                                                                 |                | |                           | Villa                                                    |
| 28. října 1155/2 (Standort)                        | Bezirkshauptmannschaft                                                                                                   |                                                                 | 1935–1937      | jetzt Magistrat |                           | Bezirkshauptmannschaft                                   |
| Labská 691/23 (Standort)                           | Schützenhaus | Peter Paul Brang (1852–1925)                                    | 1904/05        | |                           | weitere Bilder                                           |
| Loubská 701/1 (Standort)                           | Villa |                                                                 |                | |                           | Villa                                                    |
| Loubská 697/3 (Standort)                           | Villa |                                                                 | 1868           | |                           | Villa                                                    |
| Loubská (Standort)                                 | Altkatholische Kirche (Ruine)                                                                                            | Carl Hönig jun.                                                 | 1913           | Umbau 1934 durch Rudolf Kleinpeter                                                                                                   |                           | weitere Bilder                                           |
| Loubská 697/3 (Standort)                           | Aussichtspavillon Bohemia                                                                                                | Wilhelm Doderer (1825–1900)                                     | 1866           | |                           | weitere Bilder                                           |
| Kvádrberk (Standort)                               | Aussichtspavillon Elbwarte (Labská stráž)                                                                                | Carl Hönig                                                      | 1888–1890      | |                           | weitere Bilder                                           |
| Stadtteil Děčín II-Nové Město (Neustadt)           | |                                                                 |                | |                           |                                                          |
| Riegrova 354/8 (Standort)                          | Turnhalle |                                                                 | 1873/74        | Umbau 1920–1930 |                           | Turnhalle                                                |
| Vrchlického 630 (Standort)                         | Ehem. Mädchen-Pensionat                                                                                                  |                                                                 | 1900           | jetzt Grundschule |                           | Ehem. Mädchen-Pensionat                                  |
| El. Krásnohorské 864/34 (Standort)                 | Villa Rudolf Brettschneider                                                                                              | Emil Rösler (1874–1954)                                         | 1924/25        | Art déco; Villa des ehem. Druckereibesitzer Rudolf Bretschneider (1867–1933)                                                         |                           | Villa Rudolf Brettschneider                              |
| Stadtteil Děčín IV-Podmokly (Bodenbach)            | |                                                                 |                | |                           |                                                          |
| Raisova / Máchovo nám. 688/11 (Standort)           | Mädchen-Volks- und Bürgerschule, jetzt Grundschule                                                                       | Franz Kündinger                                                 | 1910           | Historismus |                           | Mädchen-Volks- und Bürgerschule, jetzt Grundschule       |
| Raisova 743/18 (Standort)                          | Wohnhaus | Hans Hertl und Johann Glaser                                    | 1910           | |                           | Wohnhaus                                                 |
| Teplická 587/75 (Standort)                         | Stadttheater (Divadlo)                                                                                                   | Gustav Pilz                                                     | 1901/1918      | Umbau des Gasthofs Zur Stadt Dresden nach einem Entwurf von Gustav Pilz durch den Baumeister Schicketanz                             |                           | weitere Bilder                                           |
| Zbrojnická 779/7 (Standort)                        | Österreichisch-Ungarische Bank                                                                                           |                                                                 |                | |                           | Österreichisch-Ungarische Bank                           |
| Zbrojnická 570/9 (Standort)                        | Postamt und Wohnhaus Andreas Putze                                                                                       |                                                                 |                | |                           | Postamt und Wohnhaus Andreas Putze                       |
| Zbrojnická 97/18 (Standort)                        | Grandhotel Töpfer |                                                                 |                | |                           | Grandhotel Töpfer                                        |
| Zbrojnická 802/14 (Standort)                       | Deutsche Agrar- und Industriebank                                                                                        | Josef Zasche (1871–1957)                                        | 1937/38        | Funktionalismus |                           | Deutsche Agrar- und Industriebank                        |
| Prokopa Holého 808/8 (Standort)                    | Concordia Versicherungsgesellschaft                                                                                      | Josef Zasche                                                    | 1936–1938      | |                           | Concordia Versicherungsgesellschaft                      |
| Plzeňská 79/1 (Standort)                           | Böhmische Union Bank – Filiale Bodenbach                                                                                 | Adolf Foehr (1880–1943)                                         | 1937/38        | Neue Sachlichkeit, Expressionismus                                                                                                   |                           | Böhmische Union Bank – Filiale Bodenbach                 |
| Prokopa Holého 37/35 (Standort)                    | Hotel „Wettiner Hof“ |                                                                 |                | |                           | Hotel „Wettiner Hof“                                     |
| Plzeňská 674/14 (Standort)                         | Wohn- und Geschäftshaus Anton Eyben                                                                                      |                                                                 |                | |                           | Wohn- und Geschäftshaus Anton Eyben                      |
| Palackého 643/3 (Standort)                         | Wohn- und Geschäftshaus Ackermann                                                                                        |                                                                 |                | |                           | Wohn- und Geschäftshaus Ackermann                        |
| Palackého 1225/17 (Standort)                       | Wohnhaus Wenzel Lang |                                                                 |                | |                           | Wohnhaus Wenzel Lang                                     |
| Bezručova 790/5 (Standort)                         | Ehem. Goethehaus |                                                                 |                | |                           | Ehem. Goethehaus                                         |
| Čs. legií 1084/14 (Standort)                       | Geschäftshaus der Eulau-Willsdorfer Gesellschaft                                                                         |                                                                 |                | |                           | Geschäftshaus der Eulau-Willsdorfer Gesellschaft         |
| Bezručova 654/15 (Standort)                        | Wohn- und Geschäftshaus Klimt                                                                                            |                                                                 |                | |                           | Wohn- und Geschäftshaus Klimt                            |
| Bezručova 589/17 (Standort)                        | Wohn- und Geschäftshaus Rosina Klimt                                                                                     |                                                                 |                | |                           | Wohn- und Geschäftshaus Rosina Klimt                     |
| Teplická (Standort)                                | Evangelische Kirche | Gotthilf Ludwig Möckel (1838–1915)                              | 1881–1884      | |                           | weitere Bilder                                           |
| Bezručova 656/21 (Standort)                        | Wohn- und Geschäftshaus                                                                                                  |                                                                 |                | |                           | Wohn- und Geschäftshaus                                  |
| Podmokelská 148/1 (Standort)                       | Post- und Telegrafenamt                                                                                                  | Franz Hruška (Hruschka) (1900–?)                                | 1940–1943      | Funktionalismus |                           | Post- und Telegrafenamt                                  |
| Podmokelská 1070/24 (Standort)                     | Kino und Varieté, jetzt Kino Sněžník                                                                                     | Richard Brosche (1884–1965)                                     | 1927           | |                           | Kino und Varieté, jetzt Kino Sněžník                     |
| Raisova 882/4 (Standort)                           | Wohnhaus Karl Sänger |                                                                 |                | |                           | Wohnhaus Karl Sänger                                     |
| Raisova 1125/1 (Standort)                          | Stadtsparkasse |                                                                 |                | |                           | Stadtsparkasse                                           |
| Raisova 1155/3 (Standort)                          | Stadtbibliothek |                                                                 |                | |                           | Stadtbibliothek                                          |
| Mírové nám. 1175/5 und Na Valech 1215/4 (Standort) | Stadtverwaltung (Magistrat und Feuerwehr)                                                                                | Rudolf Perthen (1884–1941)                                      | 1929–1932      | Neue Sachlichkeit | Wikidata-Objekt anzeigen  | Stadtverwaltung (Magistrat und Feuerwehr)                |
| Ruská 647/41 (Standort)                            | Sparkasse Bodenbach und Wohnhaus                                                                                         |                                                                 |                | |                           | Sparkasse Bodenbach und Wohnhaus                         |
| Teplická 370/70 (Standort)                         | Wohn- und Geschäftshaus Strache                                                                                          |                                                                 |                | |                           | Wohn- und Geschäftshaus Strache                          |
| Teplická 367/64 (Standort)                         | Wohnhaus Julia Witocha                                                                                                   | Hans Hertl und Johann Glaser                                    |                | |                           | Wohnhaus Julia Witocha                                   |
| Teplická 363/56 (Standort)                         | Wohn- und Geschäftshaus Kallasch                                                                                         |                                                                 |                | |                           | Wohn- und Geschäftshaus Kallasch                         |
| Teplická 155/36 (Standort)                         | Wohn- und Geschäftshaus Wenzel Lang                                                                                      |                                                                 |                | |                           | Wohn- und Geschäftshaus Wenzel Lang                      |
| Teplická 348/44 (Standort)                         | Villa Elbhof oder Villa Glaser                                                                                           | Philipp Stuchlik sowie Hans Hertl und Johann Glaser (1873–1950) | 1865           | Umbau 1907 durch Hertl und Glaser, Umbau 1936 durch Emil und Josef Hieke; Neorenaissance-Stil, erinnert an die Porta Nigra von Trier | Wikidata-Objekt anzeigen  | Villa Elbhof oder Villa Glaser                           |
| Teplická 178/48 (Standort)                         | Kino Elbhof und Fotoatelier Brand                                                                                        | Hans Hertl und Johann Glaser                                    | 1912           | |                           | Kino Elbhof und Fotoatelier Brand                        |
| Husovo náměstí (Standort)                          | Pfarrkirche des hl. Franziskus von Assisi                                                                                | Josef Perthen                                                   | 1858–1861      | |                           | weitere Bilder                                           |
| Teplická 874/8 (Standort)                          | Verwaltungsgebäude der Nordböhmische Elektrizitätswerke AG, jetzt Zweigstelle der Tschechischen Elektrizitätswerke (ČEZ) | Rudolf Bitzan (1872–1938)                                       | 1924           | Art déco, klassizistischer Expressionismus                                                                                           |                           | weitere Bilder                                           |
| Žižkova 236/6 (Standort)                           | Aussichts-Restaurant “Schäferwand”                                                                                       |                                                                 | 1905           | | 11343/5-5765 Info Katalog | weitere Bilder                                           |
| Žižkova 663/4 (Standort)                           | Synagoge | Andreas Putz und Wilhelm Weber                                  | 1906/07        | Jugendstil | 11106/5-5718 Info Katalog | weitere Bilder                                           |
| Resslova 671/3 (Standort)                          | Villa Seidel | Rudolf Seidel                                                   | 1908           | |                           | Villa Seidel                                             |
| Resslova 702/7 (Standort)                          | Villa „Ingeborg“ für Philippine und Nikolaus Stolterfoht                                                                 | Karl Sänger                                                     | 1909/10        | |                           | Villa „Ingeborg“ für Philippine und Nikolaus Stolterfoht |
| Resslova 1105/4 (Standort)                         | Villa Johann und Anna Forstner                                                                                           | Rudolf Seidel                                                   |                | |                           | Villa Johann und Anna Forstner                           |
| Resslova 634/14 (Standort)                         | Villa Franz Rodner | Rudolf Seidel                                                   | 1906           | |                           | Villa Franz Rodner                                       |
| Labské nábř. 669/2 (Standort)                      | Ehem. Thunsches Hafenrestaurent                                                                                          | Wilhelm Weber                                                   | 1908           | |                           | Ehem. Thunsches Hafenrestaurent                          |
| Na Skřivance 150/1 (Standort)                      | Wohn- und Geschäftshaus Anna Tille                                                                                       | Josef und Emil Hieke                                            | 1934           | |                           | Wohn- und Geschäftshaus Anna Tille                       |
| Na Skřivance 343/14 (Standort)                     | Turnhalle | Adolf Beher                                                     | 1888           | |                           | Turnhalle                                                |
| Čsl. mládeže 89/4 (Standort)                       | Hauptbahnhof Bodenbach (Hlavní nádraží Děčín)                                                                            | Carl Schumann (1827–1898)                                       | 1864/65        | |                           | weitere Bilder                                           |
| Teplická 18/2 (Standort)                           | Ehem. Hotel zur Post | Friedrich Stamman                                               | 1841           | |                           | Ehem. Hotel zur Post                                     |
| Labské nábř. (Standort)                            | Tunnelportal (Schäferwandtunnel)                                                                                         | Bernhard Grueber                                                | 1851           | Tunnel der Bahnstrecke Děčín–Dresden-Neustadt                                                                                        |                           | weitere Bilder                                           |
| Ústecká 1975/12 (Standort)                         | Ehem. Renaissance-Festung in Rosawitz                                                                                    |                                                                 | 1846/16. Jhdt. | im OT Děčín-Rozbělesy, Umbau zur Wirtschaftsschule                                                                                   | Wikidata-Objekt anzeigen  | weitere Bilder                                           |
| Stadtteil Děčín VI-Letná (Herbstwiese)             | |                                                                 |                | |                           |                                                          |
| Slovanská 1000/55 und 1001/57 (Standort)           | Höhere Technische Lehranstalt und Handelsschule                                                                          |                                                                 | 1924–1926      | |                           | weitere Bilder                                           |
| Klostermannova 869/74 (Standort)                   | Villa des Direktors der Bergmannwerke                                                                                    | Leopold Lustig                                                  | 1923/24        | |                           | Villa des Direktors der Bergmannwerke                    |
| Bukurešťská 1087/11 (Standort)                     | Villa des Direktors Ing. Emil Lohmar                                                                                     | Rudolf Perthen                                                  | 1930           | Modernismus |                           | Villa des Direktors Ing. Emil Lohmar                     |
| Na Stráni 879/2 (Standort)                         | Tschechische Stadt- und Bürgerschule                                                                                     |                                                                 |                | |                           | Tschechische Stadt- und Bürgerschule                     |
| Sofijská 2/3 (Standort)                            | Brauerei Bodenbach | F. J. Perthen und K. Heidenreich, Umbau: Studio Acht            | 1849           | Umbau 1902 und 2014 | 11408/5-5775 Info Katalog | weitere Bilder                                           |
| Mánesova 2022/13 (Standort)                        | Villa | Jan Šesták (* 1966), Marek Deyl (* 1976)                        | 2013           | Neofunktionalismus |                           | Villa                                                    |
| Stadtteil Děčín IX-Bynov (Bünauburg)               | |                                                                 |                | |                           |                                                          |
| Bynov, Na Pěšině (Standort)                        | Kath. Kirche Mariä Namen (Kostel Jména Panny Marie)                                                                      | Paul Krisch, Josef Reihsig                                      | 1933           | Moderne | Wikidata-Objekt anzeigen  | weitere Bilder                                           |